# Clavulicium globosum
Clavulicium globosum é uma espécie de fungo pertencente à família Clavulinaceae.